# Kochia americana
Kochia americana là loài thực vật có hoa thuộc họ Dền. Loài này được S. Watson mô tả khoa học đầu tiên năm 1874.